# Olifantsrivier (West-Kaap - Kleine Karoo)
De Olifantsrivier loopt door de Kleine Karoo in de provincie West-Kaap van Zuid-Afrika en zijn water bereikt via de Gouritsrivier de Indische Oceaan. De Olifantsrivier ontspringt in de Gourits-kom en vloeit 215  km westwaarts tot zijn samenloop met de Gamkarivier. Samen met de Gamka vormt de Olifantsrivier de Gouritsrivier.

## Stroomgebied
Die Olifantsrivier ontspringt in de Kouga- en Baviaanskloofbergen. Hier vormt zij de waterscheiding bij de grens tussen de provincies Oost- en West-Kaap. De rivier watert het oostelijke deel van de Kleine Karoo af en stroomt van oost naar west tussen de Swartberge in het noorden en de Kammanassiebergen in het zuiden.
Circa 16 km ten zuiden van Calitzdorp, aan de oostkant van de Rooibergen, voegen de Olifantsrivier en de Gamkarivier zich samen tot de Gouritsrivier. Zo vormen zij de oostelijke tak van het Gouritsbekken. De Grootrivier mondt 24 km zuidelijker vanuit het westen in de Gouritsrivier. Deze stroomt verder in zuidelijke richting, totdat zij uitmondt in de Indische Oceaan.

## Zijtakken
De Kammanassie, de Traka en verscheidene kleinere riviertjes sluiten zich aan bij de Olifantsrivier op zijn weg naar de Gamka.
- De zuidelijke hellingen van de Swartbergen worden afgewaterd door de Kango-, Grobbelaars-, Le Roux-, Wynands-, Kruis-, Kansa- en Vleirivier, alsmede nog een aantal kleinere beken.
- Door de Meiringspoort stroomt de Grootrivier om zich bij De Rust bij de Olifantsrivier aan te sluiten. Deze Gootrivier moet niet met rivieren van dezelfde naam in de Oost- of West-Kaap verward worden.
- In de Grote Karoo stroomt de Koukarivier die in de Trakarivier uitmondt. Bij Vondeling sluit zich de Sandrivier erbij aan. Onder de naam Traka stroomt hun water door de Toorwaterpoort om bij Toorwater in de Olifantsrivier uit te komen. Dit brengt water uit het gebied ten noorden en noordoosten van Klaarstroom uit de Grote Karoo naar de Kleine Karoo. (De naam Traka is waarschijnlijk 'n Khoi-woord met de betekenis "vrouwen").
- Uit die noordelijke hellingen van de Outeniquabergen sluiten zich onder andere die Klip-, Kandelaars-, Moeras- en Doringrivieren bij de Olifantsrivier aan.
- De Kammanassierivier komt uit het oosten, ontspringt op 1200 m in de Kougabergen en brengt ook water uit de Outeniquas en de Kammanassiebergen naar de Olifantsrivier. Hoewel zijn stroomgebied slechts 1638 vierkante kilometer en zijn lengte maar 120 km bedraagt, vormt deze rivier de belangrijkste waterbron voor de Olifantsrivier. De Kammanassie komt 2 km ten oosten van Oudtshoorn in de Olifants uit. Brakrivier is de enige beduidende zijtak van die Kammanassie.

## Stuwdammen
Omdat de waterstand in de rivieren van dit stelsel sterk wisselt zijn stuwdammen van groot belang voor de inwoners van deze streek.

### Kammanassiedam
Aan het einde van de 19e eeuw heeft de eigenaar van de hoeve Kammanassie, E.T.L. Edmeades, voorgesteld om ten behoeve van de bevloeiing op zijn land een dam aan te leggen. Tijdens de Eerste Wereldoorlog is dit idee weer opgeleefd nadat de struisvogelhouderij een grote inzinking beleefd had en het accent verschoof naar de akkerbouw. Een raad voor de bevloeiing is in 1919 gevormd onder voorzitterschap van genoemde Edmeades met C.J. Langenhoven als juridisch adviseur. De later bekend geworden civiele ingenieur Ninham Shand was als assistent-ingenieur bij het project betrokken. De Kammanassiedam werd 24 km ten zuidoosten van Oudtshoorn in de Kammanassieriver aangelegd en kwam in 1925 gereed.
De dam heeft een hoogte van 41 meter en een lengte van 389 meter. De maximale capaciteit is 40 miljoen kubieke meter. Water wordt tot 40 km stroomafwaarts gebruikt voor bevloeiing. Het bevloeide gebied bedraagt bijna 11.000 ha. Als het stuwmeer vol is -wat overigens een zeldzaamheid is- is het meer zo'n 15 km lang en bijna 1 km breed op het breedste punt. Het oppervlak bedraagt dan 3,516 vierkante kilometer.

### Stompdriftdam
In 1965 is de Stompdriftdam in de Olifantsrivier klaargekomen. Deze ligt 40 km ten oosten van Oudtshoorn, 6 km van De Rust tussen De Rust en Vlakteplaas langs de R341 naar Willowmore. De dam is 364 m lang en 49 m hoog. De maximum inhoud van het meer bedraagt 55 miljoen kubieke meter en de oppervlakte kan 6,208 vierkante kilometer bereiken. Langs de dam is op de oever vakantieoord gelegen. De dam zelfs is niet voor het publiek toegankelijk.

### Melvilledam
In 1939 is de Melvilledam gebouwd om Oudtshoorn van drinkwater te voorzien. Het stuwmeer heeft een vermogen van 0,4 miljoen kubieke meter.

### Koos Raubenheimerdam
De Koos Raubenheimerdam vormt een erg diep stuwmeer en staat bekend voor zijn heldere bergwater. Zijn maximumcapaciteit is 9,2 miljoen kubieke meter. Dit meer is bijzonder gewild bij hengelaars die op baars vissen. Samen met de Melvilledam ligt deze dam in de uitlopers van de Swartberge, bij de oorsprong van de Grobbelaarsrivier. Het Oude Muragiepad geeft tot beide toegang.

## Bevolking en dorpen
Het stroomgebied van de Olifantsrivier is maar schaars bevolkt. Zo'n 80% van de 90,000 inwoners woont in nederzettingen. Uniondale ligt aan de oostkant van de streek aan de N9 nationale autoweg. Oudtshoorn en De Rust liggen aan de N12 en Dysselsdorp ligt ertussenin, even ten zuiden van de N12. Wegens gebrek aan economische groeimogelijkheden wordt er hier weinig bevolkingsgroei verwacht.

## Economie
Toerisme is een belangrijke bron van inkomsten in de streek, die zich vooral richt op de wijnbouw, de struisvogelhouderij en de nabijgelegen Cangogrotten. Daarnaast is er wat landbouw en veeteelt. Lucerne en hooi worden zowel op bevloeid en droog land verbouwd en er zijn kuddes schapen die van het struikgewas van de dorre Karoo leven. Van de tabaksteelt is weinig overgebleven.
Door de vogelgriep heeft de struisvogelhouderij sinds 2011 een flinke klap te verwerken gekregen. Rauw vlees is sindsdien in Europa en elders niet meer welkom. Het aantal slachtingen nam daarom af tot zo'n 120,000 per jaar wat ongeveer de helft van voorheen was. Sinds 2015 is er echter weer een opgaande lijn en sprake van goed herstel, hoewel men wel last heeft van verendiefstal, waarbij de vogels soms 's nachts door dieven geplukt worden

## Ecologische situatie
De Olifantsrivier en zijn zijtakken bevinden zich over het algemeen in een redelijke tot goede ecologische toestand. In de lagere delen van de Kammanassie en de Olifants is de normale stroming door menselijk optreden gestremd. Het watergehalte is bij de grotere nederzettingen verzwakt. Landbouwactiviteiten hebben het milieu nadelig beïnvloed. Voedselrijkdom en het zoutgehalte van de rivier zijn veranderd.

## Warme bronnen
In het stroomgebied van de Olifantsrivier liggen twee warmwaterbronnen. De bekendste is Calitzdorp Spa op een afstand van 17 km ten noordoosten van Calitzdorp. Ook de boerderij ernaast is tot een vakantieoord met een zwembad met bronwater ontwikkeld, Uhuru geheten. Bij de bron stroomt 16.000 liter water per uur uit de aarde met een temperatuur van bij de 50 °C. Bij Toorwater ligt nog een derde, onontwikkelde bron bij de samenvloeiing van de Traka en de Olifants.
- Virtual International Authority File: 315165244